# Давыд Святославич (князь рязанский)
Давы́д Святосла́вич (ум. 1147) — князь пронский и рязанский.
С 1143 по 1146 год — князь пронский.
В 1147 году упоминается как князь рязанский. Возможно, Давыд Святославич занял рязанский престол после бегства из Рязани в 1146 г. своего дяди — Ростислава Ярославича.

## Семья
Отец: Святослав Ярославич (ум. 1145) — князь рязанский (1129—1143) и муромский (1143—1145).
Братья:
- Игорь (ум. после 1147) — князь рязанский (1148).
- Владимир (ум. 1161) — князь муромский (1147—1149), Великий князь рязанский (1153—1161).